# 南京汽車
南京汽車集団（なんきんきしゃしゅうだん）は、中華人民共和国の自動車製造企業グループである。英語正式社名はNanjing Automobile (Group) Corporation、略称は南汽またはNACである。2007年12月に上海汽車集団に買収され、その子会社となっている。

## 概要
中国の自動車メーカーの中では最も歴史が古く、建国前の1947年に中国人民解放軍の修理工場として発足。1958年に小型トラックの生産を開始して、毛沢東共産党主席や周恩来首相らに「躍進」（跃进、Yuejin）と命名された。同年、「南京汽車製造廠」となる。1995年に企業名を「躍進汽車集団公司」へ変更、同社を中核とする「躍進汽車集団」が成立。2002年に躍進汽車集団公司ほかの出資により改組されて「南京汽車集団有限公司」が設立された。
2007年12月26日、上海汽車による買収が発表された。上海汽車は南京汽車の自動車事業と主要自動車部品事業を約21億元で買収した。
自主ブランドはトラックの「躍進 (Yuejin)」。国外との合弁ではイタリア・イヴェコ社の商用車を生産。また2005年に破綻したMGローバーからMGブランドを買収し、2007年よりMG車を生産開始した。
過去には「新雅途」(Soyat) ブランドで小型車（初代セアト・イビーサベース）やSUV、ピックアップトラックを生産したほか、合弁会社「南京フィアット」でフィアット社の小型車を生産していた。

## ブランド

### 躍進 (Yuejin)
1958年に生産を開始した、自主ブランドのトラック。
生産については2000年4月28日に設立された子会社「躍進軽型汽車股份有限公司（跃进轻型汽车股份有限公司）」に移管された後、2007年に南京汽車とイヴェコ社の合弁会社「南京イヴェコ（南京依维柯、NAVECO）」へ統合されたが、2016年にNAVECOから分離して上海汽車子会社の「上汽大通」に移管され、「上汽大通汽車南京分公司」が設立された。

### NAVECO
イタリア・イヴェコ社と合弁でIVECOブランドの商用車を生産する。
1985年に南京汽車とイヴェコが小型商用車生産に関して技術提携したのが始まり。1996年に合弁会社「南京イヴェコ（南京依维柯、NAVECO）」が設立された。

### MG
2005年、経営破綻したMGローバーからMGブランドの知的財産権と資産・工場等を含む会社本体を買収した。2007年3月27日、南京に新設された工場でMGブランド車の生産を開始。2008年からイギリス・ロングブリッジの工場でも生産を再開した（イギリスでの生産は2016年終了）。

## 生産終了したブランド

### 新雅途 (Soyat)
1999年から初代セアト・イビーサをベースとした小型のハッチバック車を生産した。マイナーチェンジを重ねながら2008年まで生産された。ボディ後半をフルゴネット型としたバリエーションもあった。新雅途ブランドでは他にSUV、ピックアップトラックを製造・販売した。
新雅途ブランド車はDRB-ハイコム社を通じてマレーシアへ輸出もされた。

### 南京フィアット
1999年4月、フィアットとの合弁会社「南京フィアット（南京菲亚特）」を設立。2001年にパリオ（派力奥）を投入。その後シエナ、ウイークエンドなどを追加。しかし販売は不振で、上海汽車が南京汽車を買収したことを受けて2007年12月26日、フィアットは南京汽車との合弁を解消した。